# Auguste Vestris
Marie-Jean-Augustin Vestris, conhecido como Auguste Vestris (Paris, 27 de março de 1760 - Paris, 5 de dezembro de 1842) foi um dançarino francês, considerado o maior nome do balé em sua época.

## Biografia
Vestris nasceu em Paris como filho ilegítimo de Gaétan Vestris e Marie Allard em 1760. Seu pai era um dançarino florentino que se juntou à Ópera de Paris em 1748, sua mãe era uma dançarina francesa no mesmo teatro. Foi treinado cuidadosamente por seu pai, e fez uma apresentação não-oficial em 1772, mas seu pai não permitiu que continuasse as apresentações até trinar ainda mais, e voltou a se apresentar somente em 1776. Auguste Vestris era chamado de le dieu de la danse (o deus da dança), um título popular dado ao principal dançarino masculino de cada geração (os anteriores "deuses da dança" incluíam seu pai Gaétan e o professor de Gaétan, Louis Dupré).
Ele fez sua estreia na Ópera de Paris (assim como sua mãe, Marie Allard) no terceiro movimento de balé da pastoral La Cinquantaine (escrito por Desfontaines-Lavallée e musicado por Jean-Benjamin de La Borde) em 1772 e foi imediatamente reconhecido por seu talento. Ele foi aceito como membro regular da trupe em 1775, tornando-se solista em 1776, o premier danseur (bailarino principal) em 1778, e finalmente foi nomeado premier sujet de la danse (correspondendo aproximado ao balé moderno) em 1780, mantendo esse posto no corpo de baile pelos próximos 36 anos.

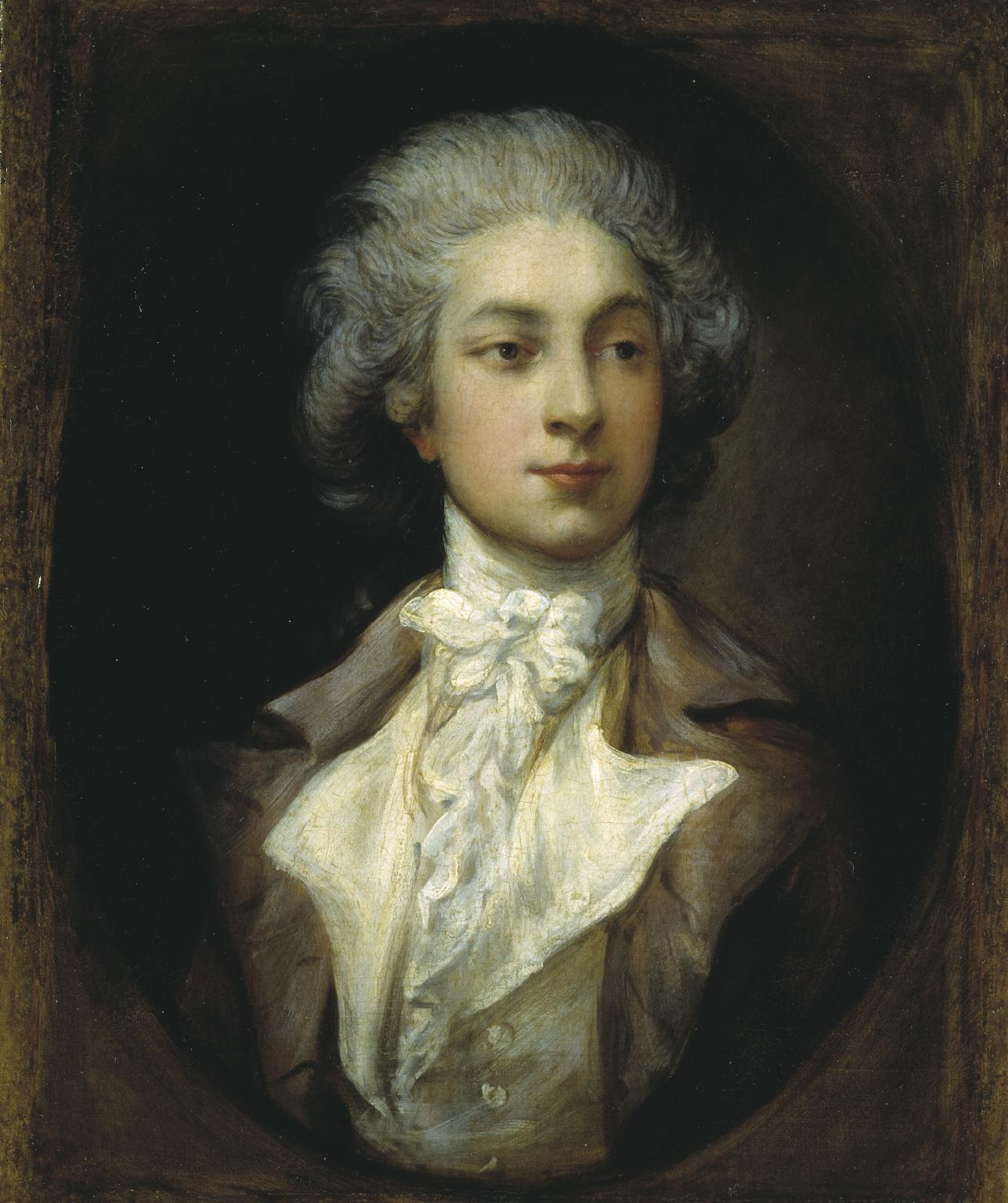
Auguste Vestris, por Thomas Gainsborough, c. 1781

Antes da Revolução Francesa Vestris foi a principal figura do balé, sendo o bailarino principal em Les Petits Riens de Noverre (1778), Mirza et Lindor de Maximilien Gardel (1779) e Le Premier Navigateur (1785); e retomou a carreira durante o consulado de Napoleão I, quando a vida social em Paris havia se restabelecido.
Após sua aposentadoria, ele treinou muitos dançarinos famosos do século XIX, incluindo August Bournonville, Marius Petipa, Lucien Petipa, Fanny Elssler, Jules Perrot e Marie Taglioni.  Foi com Taglioni em 1835 que ele realizou um minueto aos 75 anos de idade.  
Auguste Vestris teve um filho de mesmo nome, Armand Vestris, que se casou com a atriz e empresária inglesa Lucia Elizabeth Vestris em 1813. Tanto Armand quanto o primo, Charles Vestris, filho de um irmão de Auguste, também eram dançarinos. Teve também um filho de outro casamento, Bernardo Vestris, que também atuou como dançarino.